# TAM (танк)
TAM (исп. Tanque Argentino Mediano) — средний танк, в 1970е годы спроектированный для аргентинской армии западногерманской фирмой «Thyssen-Henschel» на шасси боевой машины пехоты «Marder».

## История создания
Многие годы после Второй мировой войны основой аргентинских бронетанковых сил был танк «Шерман». Но к началу 1970-х годов поддержка этих танков в рабочем состоянии стала крайне затруднительна, из-за чего было принято решение о переходе к новому танку. Большинство выпускавшихся в то время танков весили более 40 тонн, и их было опасно пускать по непрочным мостам страны. Поэтому было решено разработать новый танк, отвечающий всем требованиям аргентинской армии.
В 1974 году компания «Thyssen-Henschel», производившая в то время БМП «Marder», получила от Аргентины контракт на разработку нового среднего танка, под названием TAM (исп. Tanque Argentino Mediano), а также БМП VCI (исп. Vehículo Combate Infantería), которую впоследствии переименовали в VCTP. По три опытных образца построили и поставили в Аргентину.
Серийное производство в Аргентине предусматривало постройку 512 TAM и VCTP на специально построенном для этого заводе. Первый прототип TAM был готов в 1976 году, ещё два — в следующем. В 1983 году танк был принят на вооружение армии Аргентины.
Завод TAMSE для производства этих танков был построен недалеко от Буэнос-Айреса. За всё время производства было выпущено около 200 танков, но ни один из них не участвовал в Фолклендской кампании. Для совместных действий с TAM «Thyssen-Henschel» разработала БМП VCTP, которая была выпущена в количестве 150 машин, прежде чем финансовый кризис вынудил прекратить её производство в 1986 году.
TAM был испытан в Перу и в Панаме. Несмотря на интерес, реальных заказов на семейство этих немецко-аргентинских бронемашин не последовало, и в 1995 году предприятие TAMSE было закрыто.

## Описание конструкции
Корпус танка TAM взят от БМП «Marder», находившаяся в тот момент на вооружении западногерманской армии в количестве свыше 2000 единиц. Водитель танка размещён впереди слева. Справа от него находятся двигатель и трансмиссия. Лобовая броня имеет большой угол наклона, чтобы обеспечить максимальную защищённость при соблюдении весовых категорий танка. Кормовая часть корпуса — пологая. Стороны башни — плоские и слегка пологие. Отсек боеукладки башни размещён в кормовой нише. Командирская башенка расположена справа на крыше башни.
Броня TAM уступает броне ОБТ, таких как «Леопард 1» и AMX-30. Полностью сварная башня смещена к задней части танка, в ней находятся три члена экипажа: командир и наводчик — справа, заряжающий — слева.
Трансмиссия танка — автоматическая Renk HSWL-204.
Подвеска состоит из 6 опорных и 3 поддерживающих катка с каждой стороны, ведущие колёса спереди, сзади — направляющие колёса. Ходовая часть иногда прикрывается противокумулятивным экраном.
Основным вооружением является 105-мм пушка, оснащённая эжектором для удаления пороховых газов после выстрела. Пушка имеет углы вертикальной наводки от −7 до +18°. Рядом с пушкой установлен спаренный 7,62-мм пулемёт, такой же пулемёт может быть установлен на крыше башни в качестве зенитного. С каждой стороны башни может быть установлено по 4 гранатомёта для стрельбы дымовыми или осколочными гранатами. 
Боекомплект состоит из 50 выстрелов для 105-мм пушки и 6000 патронов.

## Модификации
- TAM — средний танк[1]. Базовая модификация. Выпущено 200 единиц.
- TH-301 — в 1978 году немецкая компания «Thyssen-Henschel» предложила модернизированный проект танка, который отличался лучшей бронезащитой, улучшенной системой управления огнём и более мощным двигателем (750 л.с.).
- VCTP — боевая машина пехоты, вооружённая 20-мм автоматической пушкой[1]. Принята на вооружение в 1983 году[4].
- VCRT — бронированная ремонтно-эвакуационная машина.
- VCA — бронированная медицинская машина.
- VCA 155 — 155-мм самоходная гаубица, представляющая собой башню итальянской САУ «Пальмария», установленную на удлинённом шасси танка TAM. Всего было построено, по разным источникам, от 19 до 25 таких САУ. Принята на вооружение в 1995 году.
- VCLC — израильская 160-мм или 350-мм система залпового огня на шасси TAM.
- VCPC — командно-штабная машина на шасси TAM.
- VCTM — 120-мм самоходный миномёт AM-50 на шасси TAM. Построено 50 единиц.
- VC AMUN — прототип бронированной машины для транспортировки боеприпасов на шасси TAM.

- VCLC — 160-мм система залпового огня на шасси TAM
- VC AMUN — прототип бронированной машины для транспортировки боеприпасов на шасси TAM

## На вооружении
Аргентина — 207 TAM, 13 TAM-VCTM и 6 TAM S21, по состоянию на 2016 год 